# La Barca de la Fe
La Barca de la Fe es un templo católico en forma de barco ubicado en el municipio de Tlaxco, en el estado de Tlaxcala, México. La construcción está localizada en el poblado de José María Morelos Buenavista, donde también funge como templo parroquial y zona recreativa.
Su construcción comenzó en 1974 bajo la dirección del sacerdote Arnulfo Mejía Rojas, quien lideró un proyecto arquitectónico único y fascinante. A diferencia de los diseños convencionales de los templos católicos, Mejía Rojas decidió darle a La Barca de la Fe la forma de un barco, inspirado por la figura de san Andrés, el apóstol de Jesús y pescador de Galilea, hermano de Simón Pedro.
El templo fue concebido como una expresión del sincretismo religioso, combinando elementos cristianos con motivos prehispánicos. La estructura del barco tiene una eslora de 90 metros y 30 metros de popa, y se asemeja al diseño de la primera embarcación que llegó a tierras americanas, conocida como La Santa María. Sin embargo, se agregaron elementos prehispánicos como grecas, pirámides y esculturas de Quetzalcóatl para reflejar la cultura y la historia de la región.
El templo consta de varios niveles y espacios funcionales. En el primer nivel se encuentra la capilla principal, dedicada a san Andrés, con detalles de madera y pinturas murales. Tiene una capacidad para albergar a aproximadamente 5000 personas. En el segundo piso se encuentra un museo dedicado a Arnulfo Mejía Rojas, donde se exhiben objetos personales del sacerdote, pinturas realizadas por él mismo y fotografías de las demás capillas de la parroquia. En el tercer nivel, llamado Salón Hermenegildo Sosa, se encuentra una galería de arte que ocasionalmente presenta exposiciones pictóricas.
El cuarto piso alberga una zona de pequeñas recámaras que originalmente estaba destinada a ser un museo arqueológico, exhibiendo vestigios encontrados en la región. Finalmente, en el último piso se encuentra la cabina de mando del barco y el timón, agregando un toque simbólico y distintivo al diseño del templo.
Además de su función religiosa, La Barca de la Fe también se ha convertido en un punto de interés turístico y económico para la comunidad. Junto al templo, se encuentra una tienda de recuerdos donde los visitantes pueden adquirir objetos religiosos y souvenirs relacionados con el lugar. También se ha creado un espacio para el despacho del cura, proporcionando un lugar de encuentro e interacción para los feligreses.

## Historia
Según información propia de la región y algunas entrevistas realizadas a su arquitecto, Arnulfo Mejía Rojas, hace centenares de años, la región que hoy es ocupada por la población, era un asentamiento otomí, que partenecía al Imperio Precolombino de Tlaxcala.
En la década de 1930, con el entonces presidente de la República Lázaro Cárdenas del Río, se da el reparto agrario, lo que ocasionaría que se le expropiaran los terrenos a la hacienda que llevaba por nombre San Andrés, con lo cual la capilla, ubicada dentro de la misma, se privatizó y solo los fines de semana se podía entrar para la celebración de la misa.
Tiempo después, en 1974, se comienza el proyecto de un nuevo templo, con forma rectangular, en los terrenos que fueron anteriormente un tinacal (lugar donde se vendía pulque). Pero, debido a varios sucesos dentro de la población, tales como la separación del pueblo, se estancó este, hasta la llegada en 1984 de un nuevo sacerdote, oriundo del sur de Tlaxcala, Arnulfo Mejía Rojas, que había estudiado Filosofía prehispánica, por lo cual decide, en plebiscito con la población, cambiar rotundamente el diseño de la iglesia a una de mayores dimensiones y, lo más importante, en forma de barco.
Las justificaciones presentadas en el sitio para elegir esta forma de barco fueron las siguientes: Jesús predicó desde las barcas; la barca es símbolo de la Iglesia —instrumento de salvación—; la barca es símbolo de ecumenismo; y esta forma era significativa para la comunidad.
Para este proyecto, tuvieron que ser demolidos los anteriores cimientos, dado que no concordaban con lo previsto.  El diseño del barco se hizo con modelo similar al de la primera embarcación en pisar tierras mexicanas, la Santa María. Pero, por motivos culturales, se le agregó motivos prehispánicos, tales como grecas, pirámides y esculturas de Quetzalcóatl, entre otras. Para simular el mar, se decidió hacer una especie de mini-albercas y, en un costado, se formó las olas con el mismo pasto. El templo fue consagrado por el Monseñor José Trinidad Medel.

## El templo
Cuando Mejía Rojas empezó a dirigir la construcción del templo, solo estaban construidos los cimientos del anterior proyecto de templo parroquial, los cuales se derrumbaron y comenzaron a construir desde cero. Aunque la idea principal de Mejía era construir una réplica de la Santa María, hoy en día se sabe que la construcción triplica el tamaño de esta. El sacerdote justificaba el proyecto de la siguiente manera: «Construir la barca de San Andrés, apóstol de Jesús, galileo, pescador, hermano de Simón Pedro, hijos de Zebedeo, que también eran pescadores». Además de eso, adjuntó otros motivos, como por ejemplo que Jesús predicó desde las barcas, que la barca es símbolo de la Iglesia, así como del ecumenismo, también declaró que representa un instrumento de salvación para la comunidad cristiana y que lo innovador del edificio contribuiría a desarrollar actividades económicas en la población.
El sincretismo religioso es la tesis principal de la arquitectura y decoración del templo. El párroco mencionaba que el templo debía hablar con colores y forma, usar signos y símbolos para la catequesis, como en el siglo XVI, retomar los glifos prehispánicos, recargar de adorno lleno de conceptos y mensajes como en las culturas prehispánicas, que las paredes y columnas hablen a tiempo y a destiempo —como dijera San Pablo—, escribir los mismos conceptos religiosos en dos lenguajes y culturas que coinciden sustancialmente en los mismos valores religiosos: La cultura occidental y la mexica-nahua, así como retomar lo nuestro: «nuestro arte, nuestros valores, nuestra cultura llena de belleza y colorido, tanto tiempo combatida, ignorada, minimizada por ciertos pueblos y sin embargo, conocida y valorada por los pueblos ajenos».
La estructura actual de la edificación cuenta con un campanario, montado sobre un faro que comunica a este con el barco a través de un puente, que está decorado con la silueta de una serpiente emplumada. La estructura del barco tiene una eslora de 90 metros y 30 metros de popa. También cuenta con un sótano con espacio para cerca de 500 criptas y bodegas. En el primer nivel del edificio se encuentra el templo dedicado a san Andrés, con detalles de madera y pinturas en los muros, con una capacidad de cerca de 5000 personas, aproximadamente. Se abrió un museo en el segundo piso que lleva por nombre el del iniciador del proyecto, donde se exhiben objetos que en vida usó Mejía Rojas, además de pinturas realizadas por él y fotos de las demás capillas de la parroquia. En el tercer nivel, —llamado Salón Hermenegildo Sosa—, se ubicó una galería de arte donde se exhiben exposiciones pictóricas de manera ocasional. En el cuarto piso se encuentra una zona de pequeñas recámaras, donde se pretendía fuera un museo arqueológico, con vestigios encontrados en la región. Mientras que, en el último piso, se ubica la cabina de mando del barco y el timón. Adicionalmente, adjunto a la iglesia, existe una tienda de recuerdos y el despacho del cura.

### Adornos
Al tratarse de una embarcación en medio de la nada, [sic] «y para que no sonara a malinchismo», se determinó fusionar los elementos indígenas de culturas como la otomí, totonaca, maya, azteca, tlaxcalteca y olmeca en los murales, recubrimientos y detalles que tiene a su alrededor el templo. Se pintaron detalles que evocan a  Quetzalcóatl; así como marcadas inscripciones que mencionan el Ometeotl, a los otlis —pies en el camino—, tlaloque —fuente de lluvia y vida—, tlaxco —juego de pelota—, ollin —movimiento—, el quincunce —símbolo de la unificación del mundo—, el símbolo de sacerdocio en el pueblo nahua, entre otros.
En el altar principal, se dispuso de una base que asemeja a la piedra de los sacrificios que era usada por los pueblos precolombinos, con doce círculos de color jade que emulan la cantidad de los apóstoles de Jesús en la parte frontal y posterior, mientras que, a los lados, se encuentran cuatro, que representan a los evangelistas que se citan en la Biblia.
La forma que tiene de fondo se asemeja a un pequeño teocalli, y otros más pequeños se pueden encontrar en los alrededores del templo, donde se veneran a otros santos, como por ejemplo Isidro, Cecilia, la Santísima Trinidad y la Virgen de Guadalupe. 
El templo cuenta con una superficie de pasto, que simula las olas del mar del lado derecho, mientras que en el lado izquierdo cuenta con pequeñas albercas. Al fondo se encuentra la entrada al sótano y los espacios para dos entierros más (uno ocupado por el arquitecto), así como los confesionarios y el baptisterio.
En el techo se recrean, con cajetes de barro, las figuras de otlis, de plumas, de tlaloque y ollin.

### Actualidad
El nombramiento de la cabecera municipal de Tlaxco en el programa turístico Pueblos Mágicos se dio debido a la importancia de este templo sin igual en todo el continente. Después de esta condecoración, La Barca de la Fe se convirtió en uno de los atractivos turísticos más buscados de la región.
Después del fallecimiento del creador no se ha anunciado ningún otro cambio en la estructura del templo.
Como ya es tradición, cada 12 de octubre se celebra la festividad de la «Fraternidad de los Pueblos».

## Galería
|                                        |
| Fachada principal de la Barca de la Fe |

|                            |
| Techo de la Barca de la Fe |

|                                        |
| Faro de la Barca de la Fe, en Tlaxcala |

|                               |
| Vista desde la parte de Atrás |

|                   |
| La Barca de la Fe |

|           |
| Santísimo |

|                                |
| la Barca de la Fe, en Tlaxcala |

|                            |
| Altar principal o Teocalli |

|                   |
| Entrada principal |

|                                         |
| La última cena, por Arnulfo Mejía Rojas |

|          |
| Columnas |

|                                                       |
| La Barca de la fe, obra del padre Arnulfo Mejía Rojas |

|                         |
| Toma norte de la Barca. |